# 11. Sinfonie (Mjaskowski)
Die Sinfonie in b-Moll op. 34 ist die elfte Sinfonie des Komponisten Nikolai Jakowlewitsch Mjaskowski.

## Entstehungsgeschichte
1929 lud Sergei Prokofjew Mjaskowski zu einer Autotour durch Frankreich ein. Trotz wiederholter Bemühungen gelang es ihm aber nicht, seinen Freund zu einer Reise zu überreden. Mjaskowski konzentrierte sich lieber ganz auf seine kompositorische Arbeit und Lehrtätigkeiten am Moskauer Konservatorium. In der Sowjetunion kündigte sich derweil ein Wandel im Kulturwesen an, der 1932 in dem Beschluss der KPdSU „Über die Umstrukturierung literarisch-künstlerischer Organisationen“ gipfelte. Schon 1931 war Mjaskowski zusammen mit anderen Komponisten aus der Assoziation für zeitgenössische Musik (ASM) ausgetreten, woraufhin sich die Organisation kurze Zeit später aufgelöst hatte. In der Folgezeit widmete sich der Komponist dem Genre des Massenliedes, in dem er auch schnell sehr erfolgreich wurde: Seine Lieder Marschgesang (nach Texten von A. Surkow) und Als die Pappeln blühten (auf Worte von S. Ostrowoi) erhielten 1934 den Preis „Beste Komsomolzenlieder“ der Zeitung Komsomolskaja Prawda. In dieser Zeit beschäftigte er sich auch intensiv mit den Schriften kommunistischer Autoren, sein Schüler Dmitri Kabalewski sagte später: „Wir [konnten] seit Ende der zwanziger Jahre auf Mjaskowskis Tisch immer häufiger Bücher von Marx, Engels, Plechanow und Lenin sehen […]“.
Nach dem Austritt aus der ASM gründeten Mjaskowski und andere, darunter viele seiner Schüler, die „Neue künstlerische Vereinigung“. In deren Deklaration hieß es: „Die ‹Vereinigung› zielt in ihrem künstlerischen Wirken auf Instrumental- und Vokalwerke für die breiten Massen, und zwar sowohl in den kleinen (Massenlied, sowjetisches Estradenlied) als auch in den großen Formen (Oper, Sinfonie), wobei sie die Schaffung der letztgenannten als ihre Hauptaufgabe betrachtet.“ Kurze Zeit später veröffentlichte Mjaskowski auch zum ersten Mal Werke aus der Gattung des Streichquartetts, seine Streichquartette Nr. 1 bis 4 op. 33. Für diese neuen Werke erntete Mjaskowski auch Kritik, seine neue Art zu komponieren wurde von manchen als verzweifelter Versuch verstanden, noch einen Zugang zum Publikum zu finden. Mjaskowski war darüber sehr wütend und schrieb an Prokofjew: „Man könnte meinen, ich hätte heute und in der Vergangenheit nichts anderes als Streichquartette komponiert…“. Man kann aber nicht abstreiten, dass er in dieser Zeit Schwierigkeiten hatte, seine Vorstellungen von Musik mit der des Publikums und auch der Partei in Einklang zu bringen. Zweifelhaft ist auch, ob Mjaskowski diesen Wandel in seiner Musik freiwillig vollzog, Belege dazu sind in den vorhandenen Quellen allerdings kaum zu finden. Dieser Zwiespalt wirkte sich auch auf seine nächsten beiden großen Werke, die elfte und die zwölfte Sinfonie, aus. Mjaskowski hatte mit Beginn der Kollektivierung der Landwirtschaft die Idee, dieses Ereignis zu vertonen. Vorher komponierte er aber noch die elfte Sinfonie, die nach seiner Aussage kein Programm hat. Mit diesen Werken wurde ein neuer Abschnitt im Schaffen des Komponisten begonnen, der ihn zurück zu einer traditionelleren und romantischeren Tonsprache führen sollte.

## Analyse
Das dreisätzige Werk steht zwar in einer Molltonart, weist aber insgesamt mehr optimistische Züge auf. Ihm liegt kein Programm zu Grunde und es soll auch keine bestimmten Assoziationen beim Hörer hervorrufen. Dem für Mjaskowski typischen Wechsel zwischen lyrischen und spannungsgeladenen Passagen werden hier auch heitere Stellen gegenübergestellt; dies erinnert in vieler Hinsicht an frühere Kammermusikwerke wie die Serenade in Es-Dur op. 31 Nr. 1 oder das Lyrische Concertino in G-Dur op. 31 Nr. 3.
Der erste Satz beginnt mit einer längeren Einleitung in E-Dur im Stil eines Rezitativs. Sie geht über eine chromatische Linie in den Hauptteil in Sonatenform über, dessen beide Themen schon aus dem ersten Streichquartett bekannt sind. Eine kurze Anspielung auf den Anfang leitet zur Coda in B-Dur über. Der zweite Satz beginnt mit einem Vorspiel, das auf die neue Tonart Es-Dur vorbereitet. Nach dem Hauptthema des Satzes folgt eine Art Bläser-Fugato über eine Melodie, deren erster Teil aus dem Hauptthema des ersten Satzes besteht und deren zweiter Teil eine Vorausnahme eines Teils des Finales darstellt. Das Finale besteht aus einem Thema und Variationen, was eine Neuerung in der Sinfonik Mjaskowskis darstellt. Das Thema erinnert stark an Antonín Dvořáks Symphonische Variationen op. 78, möglicherweise basiert Mjaskowskis Satz auf dem gleichen Volkslied, das Dvořáks Werk zu Grunde liegt. Der Satz ist größtenteils in B-Dur, nur eine Variation steht in b-Moll. Am Schluss wechselt die Musik überraschend in ein schnelles Tempo und landet bei einem B-Dur-Akkord, danach spielen die Bässe die Töne Ges, Es, Des, Ces. Das Stück endet mit einem kurzen B in den tiefen Streichern, Bläsern und im Schlagwerk.

## Rezeption und Kritik
Mjaskowski war mit seinem Werk wie so oft unzufrieden. Er bescheinigte ihm eine gewisse „Trockenheit“ sowie „unnötige Schlichtheit“. Dies lag vermutlich vor allem daran, dass die Sinfonie einen ersten Versuch einer neuen Tonsprache darstellt und so an vielen Stellen etwas unbeholfen auf die Zuhörer und Kritiker wirkte. Nachdem Mjaskowski die Sinfonie in einer Klavierfassung gehört hatte, arbeitete er sie um, indem er unter anderem einen „Defekt“ im Finale durch die Erweiterung der Durchführung behob. Die Uraufführung der so umgearbeiteten Sinfonie fand am 16. Januar 1933 statt, also erst nach der Uraufführung der zwölften Sinfonie. Beide Konzerte fanden erst nach dem Beschluss der KPdSU statt, und es ist anzunehmen, dass Mjaskowski sich mit diesen beiden Werken auf mögliche und sich schon abzeichnende Änderungen vorbereitete.